# Al-Ma’mún
Al-Ma’mún (المأمون) nebo Abú Džafár al-Ma’mún ibn Hárún ar-Rašíd nebo Abd Alláh al-Ma’mún ibn Hárún ar-Rašíd (13. září 786 Bagdád – 6. srpna 833) byl sedmý chalífa dynastie Abbásovců.

## Život
Al-Ma'mún se narodil v září 786 v Bagdádu jako syn legendárního chalífy Hárúna ar-Rašída a perské matky.
Chalífa Hárún ar-Rašíd nařídil, aby se po jeho smrti stal chalífou starší syn Al-Amin a Al-Ma'mún měl být guvernérem Chorásánu a východního Íránu. Po Al-aminově smrti měl nastoupit na trůn jeho bratr. Chalífa Al-Amin však obešel svého bratra a nařídil, že nástupcem se má stát jeho syn Musa. To vedlo ke konfliktu mezi bratry, Al-Ma'mún napadl Bagdád vojskem pod vedením generála Tahira ibn Husajna a zvítězil. Po uzurpaci chalífskeho trůnu vládl nějaký čas z města Merv v Chorásánu, později však byl nucen vrátit se do Bagdádu.
Táhir ibn al-Husajn byl za své zásluhy jmenován guvernérem Chorásánu, jeho politická moc však nebezpečně vzrůstala, navzdory Al-Ma'múnovým snahám o centralizaci moci. Táhirovci založili dynastii, která formálně podléhala chalífátu, ale ve skutečnosti ovládala Chorásán a přilehlé území v letech 821–873.
Za vlády Al-Ma'muna dosáhl chalífát Abbásovců svůj kulturní vrchol. V roce 832 založil Al-Ma'mún v Bagdádu instituci zvanou Dům moudrosti (Bajt al-Hikma), ve které vznikaly překlady řeckých děl z oblasti filozofie, medicíny a přírodních věd. Zejména překlady filozofických děl přispěly k výkladu koránu.
V roce 832 dal otevřít (nabourat do ní otvor) Cheopsovu pyramidu v Gíze.
Následníkem Al-Ma'múna se stal jeho bratr Al-Mu’tasim.